# Richard Wagner (Mediziner, 1887)
Richard Wagner (* 30. Oktober 1887 in Wien, Österreich-Ungarn; † 19. April 1974 in Cambridge (Massachusetts)) war ein österreichisch-amerikanischer Kinderarzt.

## Leben
Richard Wagner, Sohn der Kaufleute Moritz Wagner und Gisela Ratzersdorfer, nahm nach der Matura am Maximiliansgymnasium neben einer Assistententätigkeit an der biologischen Versuchsanstalt Vivarium ein Studium der Medizin an der Universität Wien auf, das er 1912 mit dem Erwerb des akademischen Grad eines Dr. med. abschloss. Er besuchte Vorlesungen Sigmund Freuds und wurde 1910 in die Wiener Psychoanalytische Vereinigung aufgenommen.  
Wagner nahm seine erste berufliche Aufgabe als Aspirant an der I. Medizinischen Klinik Wien wahr, anschließend war er von 1912 bis 1913 am Physiologisch-chemischen Institut in Straßburg unter Professor Franz Hofmeister, 1914 an der Kinderabteilung des Kaiser-Franz-Josef Spitals sowie am Pharmakologischen Institut in Wien eingesetzt, bevor er bis zum Ende des Ersten Weltkriegs Kriegsdienst leistete. 
In weiterer Folge war Wagner zunächst an der I. Medizinischen Klinik sowie am Pharmakologischen Institut in Wien tätig, bis er 1919 als außerordentlicher Assistent und Schüler Clemens von Pirquets an die Wiener Universitäts-Kinderklinik wechselte. Nachdem Wagner sich 1924 an der Wiener Universität für Kinderheilkunde habilitiert hatte, wurde er dort mit einer Professorentätigkeit betraut. Daneben hatte er Mitgliedschaften in der Gesellschaft der Ärzte in Wien, der Gesellschaft für innere Medizin und Kinderheilkunde in Wien, der Biologischen Gesellschaft in Wien, der Deutschen Gesellschaft für Kinderheilkunde sowie der Gesellschaft Deutscher Naturforscher und Ärzte inne.
1938 wurde Richard Wagner, der jüdischen Glaubens war, die Venia Legendi aberkannt. Wagner emigrierte in die Vereinigten Staaten, wo er nach seiner Einbürgerung eine Professur für Kinderheilkunde an der Boston University erhielt. Richard Wagner verstarb am 19. April 1974 im Alter von 86 Jahren in Cambridge (Massachusetts). 1979 wurden seine sterblichen Überreste nach Wien überführt und auf dem Wiener Zentralfriedhof in einem Ehrengrab beigesetzt.
Richard Wagner setzte einen wissenschaftlichen Schwerpunkt auf die Physiologie und Pathologie des Stoffwechsels sowie den Diabetes mellitus im Kindesalter.

## Schriften
- Die Behandlung der kindlichen Zuckerharnruhr, Wien, Julius Spranger, 1925
- Die Ernährung gesunder und kranker Kinder. Die Ernährung des Diabetikers, 1928
- Mit Richard Priesel: Die Zuckerkrankheiten und ihre Behandlung im Kindesalter, Leipzig, G. Thieme, 1932
- Clemens von Pirquet. His life and work. Hopkins Press, Baltimore, Md. 1968